# Ericerodes botti
Ericerodes botti is een krabbensoort uit de familie van de Inachidae. De wetenschappelijke naam van de soort is voor het eerst geldig gepubliceerd in 1968 door Türkay.